# Nikaragujská córdoba
Nikaragujská córdoba (množné číslo córdobas) je zákonným platidlem středoamerického státu Nikaragua od roku 1912. Dílčí jednotka (setina) nese název „centavo“. Mezinárodní ISO 4217 kód córdoby je NIO. Název „córdoba“ dal nikaragujské měně Francisco Hernández de Córdoba.

## Historický vývoj měn v Nikaragui
- Nikaragua spolu se sousedními moderními státy byla součástí španělského generálního kapitanátu Guatemala. Na území Španěly ovládané Ameriky se používal španělský monetární systém – escuda, pesa, realy.
- Po vyhlášení nezávislosti na Španělsku v roce 1821 pokračovala ražba mincí escuda, pesa a realu i nadále. Středoamerické státy byly mezi lety 1822 a 1823 součástí prvního Mexického císařství. V roce 1823 vznikly Spojené provincie Střední Ameriky, které taktéž používaly realy, pesa a escuda. Nikaragua jako samostatný nezávislý stát vznikla v roce 1838. Po osamostatnění taktéž žádné změny nenastaly.
- V roce 1912 byla zavedena córdoba, která vycházela z pesa v poměru 1 córdoba = 12,5 pesos. V roce 1988 proběhla měnová reforma, kdy se z 1000 stávajících córdobas stala 1 nová córdoba. Další změna hodnoty měny proběhla o 3 roky později, kdy byla do oběhu uvedena nová córdoba v poměru k původní měně 1:5 000 000.[2]

## Mince a bankovky
- Mince v oběhu mají hodnoty 5, 10, 25 a 50 centavos a 1, 5, 10 córdobas. Všechny mince mají na lícové straně napsanou nominální hodnotu, pod číslem jsou vyobrazeny dvě větvičky. Na rubové straně všech mincí je státní znak Nikaraguy. Odlišný vzhled má pouze mince 10 córdobas, která se do oběhu dostala v polovině roku 2008.

- Bankovky mají hodnoty 10, 20, 50, 100, 200, 500 a 1000 córdobas.[3] Nejnovější série polymerových bankovek byla do oběhu uvedena v roce 2015. Na aversní straně jsou vyobrazeny významné budovy, na reversní pak výjevy z kulturních tradic země.

| Nominální hodnota | Barva        | Rozměry     | Motiv aversu                                |
| ----------------- | ------------ | ----------- | ------------------------------------------- |
| 10 NIO            | Zelená       | 131 x 67 mm | Puerto Salvador Allende na jezeře Nikaragua |
| 20 NIO            | Oranžová     | 136 x 67 mm | chrám v Laguna de Perlas                    |
| 50 NIO            | Fialová      | 141 x 67 mm | budova tržnice v Masaye                     |
| 100 NIO           | Modrá        | 146 x 67 mm | katedrála ve Granadě                        |
| 200 NIO           | Hnědá        | 151 x 67 mm | Národní divadlo Rubéna Daría                |
| 500 NIO           | Červená      | 156 x 67 mm | katedrála v Leónu                           |
| 1000 NIO          | Tmavě zelená | 161 x 67 mm | Hacienda San Jacinto, Tipitapa              |